# Jean Rault
 (décembre 2023).
Si vous disposez d'ouvrages ou d'articles de référence ou si vous connaissez des sites web de qualité traitant du thème abordé ici, merci de compléter l'article en donnant les références utiles à sa vérifiabilité et en les liant à la section « Notes et références ».
Jean Rault, né le 20 mai 1949 à Nogent-le-Rotrou en Eure-et-Loir, est un artiste français.
Son œuvre s'intéresse en tout premier à la représentation du corps par une pratique exigeante du portrait et du portrait-nu, ; la « logique de portrait » est également à l’œuvre dans ses photographies d’« espaces remarquables », la plupart du temps en lien avec le sacré.

## Biographie
Jean Rault entame des études universitaires de droit et de philosophie, dont le principal bénéfice fut d’approcher Nicolas Grimaldi philosophe, alors jeune professeur. Il étudie ensuite dans les écoles des beaux-arts de Brest et de Quimper. À Brest, il fréquente surtout l’atelier d’Alain Béraud ; il obtient son diplôme national des beaux-arts en section « peinture ».
En 1975 et 1976, il est pensionnaire de la Casa de Velázquez à Madrid (45e promotion).
Il fait partie de l’équipe des fondateurs d’une école municipale d’art à Évreux en 1981.
En 1984, à l’occasion du tournage d’un documentaire sur l’écrivain Bernard Lamarche-Vadel, il fait de lui le fameux portrait avec ses chats. Ils réalisent alors Unes, un portfolio avec douze des portraits que Jean Rault fait alors de jeunes femmes en rupture scolaire, familiale, sociale. Lamarche-Vadel écrit le texte qui accompagne les photographies.
Pour prolonger et aller au-delà de ce travail de portraits de jeunes femmes mineures, vêtues, Jean Rault passe des annonces dans des journaux dans la rubrique « Offres d’emploi » pour recruter des modèles amateurs en vue de faire leurs portraits-nus à domicile ou dans un endroit de leur choix avec pour unique condition d’avoir plus de 18 ans. Les photographies de cette série sont réunies dans le portfolio Nues, avec un texte de Régis Durand.
En 1988, il publie chez Marval, Unes-Nues, un livre réunissant 24 portraits de jeunes femmes et 24 portraits-nus de femmes majeures rencontrées par des petites annonces ; les préfaces de ces séries sont celles des portfolios Unes et Nues.
Lauréat en 1988 du prix Léonard-de-Vinci, il fait, grâce à cette aide, deux séjours aux États-Unis en 1988 et 1989, dont il tire les portraits qui composent le livre Du portrait paru en 1992 avec une préface de Jacques Henric. Par la suite, il fera une vingtaine de séjours aux États-Unis.
En 1992, il est professeur invité par Christian Milovanoff, à l’École nationale supérieure de la photographie d'Arles. En 1993, il est professeur invité par Yves Michaud à l’École nationale supérieure des beaux-arts de Paris. Il publie à l’issue de cette session Le Dinosaure et l’hôpital, un livret composé de travaux d’étudiants et de textes d’auteurs.
En 1994, il expose aux Beaux-Arts de Paris Madame L. 1990-1994, une série de portraits-nus d’une dame d’un certain âge. Un livret éponyme est publié avec un texte de Marie-José Mondzain, spécialiste des images et des icônes en particulier.
À la même époque, aux Beaux-Arts de Paris, dans l’atelier de son ami le peintre Joël Kermarrec, il rencontre Pierre David, architecte et professeur à l’École nationale supérieure de paysage de Versailles qui lui fait découvrir et visiter le potager du Roi à Versailles. Fasciné par l’étonnante intelligence de l’ordonnancement de cet espace, Jean Rault vient souvent y travailler entre 1993 et 1997 et lui consacre un livre, Cent vues du Potager du Roi. Un long texte poétique de Marc-Alain Ouaknin, rabbin, écrivain et disciple d’Emmanuel Levinas, accompagne les photographies.
À partir de 1994, il enseigne à l’école régionale des beaux-arts de Rouen.
En 2000, il est invité par la Japan Foundation à faire un séjour au Japon. Il vit ce séjour comme un véritable rendez-vous attendu avec la culture nipponne. En 2002, il est résident de la Villa Kujoyama à Kyôto. En 2023, il totalise 49 séjours au Japon.
Le Japon agît comme un stimulant : les portraits qu'il y réalise sont à la fois le prolongement et une sorte de « validation » de ses travaux précédents. Un entretien par Christian Merlhiot précise ses enjeux artistiques et l’intérêt qu'il porte au Japon.
En 2018 et 2019, Jean Rault fait deux séjours, qu’il qualifie lui-même d’« initiatiques », en Inde, chez les moines tibétains réfugiés dans le Karnataka, dans le deuxième camp historique du Dalaï-Lama, et aussi à New Delhi et à Bénarès sur les bords du Gange.
Lors des différents confinements liés à la pandémie de Covid-19, Jean Rault, qui avait déjà commencé à fabriquer de petites publications cousues à la main, développe et généralise cette pratique de livre d'artiste et de micro-édition qu'il nomme des « Samizdats ».

## Expositions

### Expositions personnelles
- 1986 : Espace Claudine Bréguet, Paris, France
- 1988 : La mise à nu, Galerie Michèle Chomette, Paris, France
- 1991 : La Logique du Portrait, Galerie Michèle Chomette, Paris, France
- 1992 : Grandes galeries de l’école régionale des beaux-arts de Rouen, France
- 1994 : École nationale supérieure des beaux-arts de Paris, France
- 1995 : Nus, Fondation Château de Jau, Cases-de-Pene, France
- 1996 : Photographies 1983-1985, Maison d’art contemporain Chaillioux, Fresnes, France
- 1997 : Les quarante-huit vues du Potager du Roi, Galerie Michèle Chomette, Paris, France
- 1998 :  Musée Jean-de-La-Fontaine, Château-Thierry, France
- 1999 : Jean Rault Photographies 1983-1999, Galerie Duchamp, Yvetot, France
- 1999 : Portraits nus, Galerie Nei Liicht, Dudelange, Luxembourg
- 2000 : Avec ou sans écran, Galerie M. Chomette, Paris, France
- 2002 : Échos de jardins au Pavillon, centre d’art, Pantin, France
- 2002 : D’une rive à l’autre, Kyoto Art Center, Kyoto, Japon
- 2002 : Cent vues du Potager du Roi, Galerie Ississ, Kyoto, Japon
- 2002 : Portraits-nus, galerie Prinz, Kyoto, Japon
- 2003 : D’une rive à l’autre, Maison des Arts, Evreux, France
- 2003 : Japanese album & Madame L., Galerie Yukio Iwase, Hikari Art, Tokyo, Japon
- 2003 : Madame L. , Aya Third Gallery, Osaka, Japon
- 2005 : D’une rive à l’autre, Hakusasonso, Hashimoto Kansetsu mémorial, Kyôto, Japon
- 2005 : Quatre tatamis et demi. (4 tatami and a half), Galerie Michèle Chomette, Paris, France
- 2005 : D’une rive à l’autre, Maison des Arts de Bagneux, France
- 2006 : Scènes japonaises, Galerie Nei Liicht, Dudelange, Luxembourg
- 2007 : Echos de jardins, Musée préfectoral de Hyogo, Kobe, Japon
- 2007 : Echos de jardins, Alliance Française d’Osaka, Japon
- 2007 : Echos de jardins, Institut Franco-Japonais de Yokohama, Japon
- 2008 : Le potager du Roi, Festival international des Jardins de Chaumont-sur-Loire, France
- 2008 : Portraits nus. (Naked portraits), The Third Gallery Aya, Osaka, Japon
- 2010 : Jean Rault Photographies, Maison d’art contemporain Chaillioux, Fresnes, France
- 2011 : Les Unes et les Autres, Exposition rétrospective (1983-2010), musée de Louviers, France[9].
- 2014 : Jean Rault - Photographies 1983-2014, Centre d’art contemporain le VOG[10], Fontaine, France
- 2017 : Portraits 2000-2016, Villa Kujoyama, Kyôto, Japon
- 2018 : Portraits du monde flottant, Chapelle Saint-Julien, Petit-Quevilly, France [11]
- 2021 : Expositions personnelles dans les 4 médiathèques d’Evreux, France
- 2023 : Portraits à la première personne, La Fabrique, Montreuil, France

### Expositions collectives
- 2004 : Au bout du printemps ; co-exposant Jean-Paul Girard. Galerie du Bellay, Mont Saint Aignan, France
- 2005 : Les Ailes d’Evreux ; co-exposant Michel Four. Photographies BA 105, Maison des Arts, Evreux, France
- 2005 : Exposition UNES ; co-exposant : Jean-Philippe Reverdot. BLV2, musée Nicéphore Niepce – musée de la Photographie, Chalon-sur-Saône, France
- 2005 : D’une rive à l’autre ; co-exposant Marinette Cueco. Maison des Arts de Bagneux, France
- 2010 : Rétrospective 1983-2010 ; co-exposant : Anthony Vérot. Le 19, Centre régional d'art contemporain de Montbéliard, France

## Publications

### Livres
- Unes-Nues, textes de Bernard Lamarche-Vadel et de Régis Durand, éditions Marval, Paris, 1988
- Du Portrait préface de Jacques Henric, éditions Marval, Paris, 1991
- Le Dinosaure et l’hôpital, éditions de l’ENSB-A, Paris 1993
- Madame L., texte de Marie-José Mondzain, éditions de l’ENSB-A, Paris, 1994
- Jean Rault, Photographies 1983-1999, éditions Galerie Duchamp, Yvetot, 1999
- Cent vues du potager du Roi, texte de Marc-Alain Ouaknin, éditions Filigranes, 2003
- BA 105, portraits photographiques (tiré à part), Evreux, 2004
- Les Unes et les Autres textes de Pierre Wat, de Marcel Hénaff et de Catherine Pomparat, paru à l’occasion de la rétrospective du centre d’art Le 19 à Montbéliard et au musée de Louviers, 2011
- Diamonds are forever. Portraits réalisés au Japon 2000-2013 , Le VOG Centre d’art, 2014

### Livres d’artiste
- Unes, portfolio de 12 photographies originales, texte de Bernard Lamarche-Vadel, Paris, décembre 1985. Édition limitée à 15 exemplaires et 5 exemplaires hors commerce.
- Nues, portfolio de 12 photographies originales, texte de Régis Durand, Paris, juin 1987. Édition limitée à 13 exemplaires et 3 exemplaires hors commerce
- Portrait inédit, édition à 20 exemplaires à l’occasion de l’exposition à la maison d’art contemporain Chailloux à Fresnes, mars-mai 1996
- D’une rive à l’autre, portfolio de 8 photographies réalisé en phototypie sur des papiers washi par l’atelier Benrido à Kyoto, Japon. Édition limitée à 30 exemplaires numérotés et signés, 2016
- Été indien – Seize âmes, portfolio de 12 Portraits de Sadhus réalisés à Vanarasi, Inde. Édition limitée à 5 exemplaires. Coffret gainé de papier cuve réalisé par l’auteur
- Unes, autres, autres portraits de jeunes femmes de 16 à 18 ans et quelques portraits de jeunes gens. 272 portraits des années 1983 à 1986. Édition limitée à 7 exemplaires en impression laser, réalisé et relié par l’auteur
- Été indien – bûchers, vanités. Photographies réalisées au milieu des bûchers de Varanasi . Édition limitée à 7 exemplaires en copie laser, réalisé et relié par l’auteur

## Filmographie
- 2017 : Bovary contre Butterfly, un portrait du photographe Jean Rault par Maria Pinto, documentaire produit par Sancho & Cie[12]
- 2023 : Jean Rault s'entretient avec Évelyne Artaud[13]